# جون باتون (سياسي أمريكي)
جون باتون هو سياسي أمريكي، ولد في 16 أكتوبر 1930 في غلينديف في الولايات المتحدة، وتوفي في 5 أبريل 2015. نشط حزبياً في الحزب الجمهوري. وقد انتخب عضو مجلس ولاية وايومنغ ‏ وانتخب عضو مجلس نواب وايومنغ ‏.